# Heudreville-en-Lieuvin
Heudreville-en-Lieuvin är en kommun i departementet Eure i regionen Normandie i norra Frankrike. Kommunen ligger i kantonen Thiberville som tillhör arrondissementet Bernay. År 2022 hade Heudreville-en-Lieuvin 115 invånare.

## Befolkningsutveckling
Antalet invånare i kommunen Heudreville-en-Lieuvin
Referens:INSEE